# 服部真夕
服部 真夕（はっとり まゆ、1988年3月3日 - ）は日本の女子プロゴルファー。愛知県名古屋市出身。朝日インテック 所属。坂田ジュニアゴルフ塾出身。得意クラブはドライバー。

## 来歴
美濃加茂高等学校時代に全国高等学校ゴルフ選手権春季大会優勝などアマチュアとして実績を残し、2007年大学在学中にプロテストでトップ合格して日本女子プロゴルフ協会の会員となった。その年は、トップ合格の特典により12試合に出場し、マスターズGCレディースで3位に入るなどして、年間獲得賞金18,487,400円でランキング44位に入り、シード権を獲得した。翌2008年にはIDC大塚家具レディスで初優勝、ミズノクラシックでは2位に入るなど、36試合に出場し年間獲得賞金58,722,326円でランキング15位と躍進した。この年、日本ゴルフトーナメント振興協会新人賞受賞。2009年には31試合に出場。優勝はなかったが、SANKYOレディースオープン、LPGAツアーチャンピオンシップリコーカップでともに2位タイに入るなどして、年間獲得賞金44,480,908円でランキング15位となり、シード権を維持している。
2017年3月1日、医療機器メーカーの朝日インテックとスポンサー契約を締結。この年まで11年間賞金シードを維持するも、2018年に賞金シードを失うと、2019年は出場したレギュラーツアー8試合すべてで予選落ちし、獲得賞金無しに終わった。